# ران دانکر
ران دانکر (به زبان عبری: רן דנקר) (زادهٔ ۷ ژانویه ۱۹۸۴) بازیگر، خواننده و مدل اسرائیلی است. وی پسر بازیگر اسرائیلی الی دانکر است. از جمله ترانه‌های معروفی که خوانده می‌توان به «من آتش هستم» و از فیلم‌هایی که بازی کرده به چشمان کاملاً باز اشاره نمود.